# Main II de Fougères
Ne doit pas être confondu avec Main II (archevêque).
Main II de Fougères, mort vers 1060, est le premier seigneur de Fougères cité.

## Biographie

### Fidèle des comtes de Rennes
Main II de Fougères est cité à partir de 1008/1030. Il est seigneur de Fougères de vers 1030 à vers 1060. Toutefois, il ne porte pas le titre de seigneur, mais est qualifié de miles (chevalier),. Dans une donation en faveur de l'abbaye de Marmoutier datée des années 1040, il se dit fils d’Alfred, lui-même fils de Main Ier,. C'est la seule trace de Main Ier, alors qu'Alfred, chevalier également, est cité dans d'autres sources,. Alfred a aussi un fils bâtard nommé Alvered.
Main II est fréquemment cité dans l'entourage des comtes de Rennes Alain III, Éon Ier de Penthièvre et Conan II,. Dans leurs actes, il est le premier cité après les comtes, ce qui montre qu'il exerce un pouvoir important dans le nord-est du comté de Rennes, autour du château de Fougères, sans doute avec l'accord des comtes. 
Main II de Fougères apparaît aussi dans l'entourage du duc de Normandie Guillaume le Conquérant à partir du début des années 1050. Il reçoit des fiefs en Normandie autour de Savigny, et à Hudimesnil, dans l'Avranchin,,.

### Seigneur de Fougères
Main II est l'auteur de plusieurs actes dans les années 1030-1050, où il apparaît comme un riche propriétaire, doté d'un patrimoine important, dont de nombreuses églises et les dîmes qui en dépendent, dans le nord-est du comté de Rennes. Il possède la vicaria de Louvigné et des biens dans d'autres villages, dont Fougères. Ses biens sont d'abord organisés autour de deux centres : Louvigné et Saint-Sauveur-des-Landes. Main II, sa femme Adélaïde et son fils Juhel sont enterrés dans l'église prieurale Saint-Sauveur de Saint-Sauveur-des-Landes. En 1040/1047, il organise l'établissement des moines de Marmoutier à Saint-Sauveur-des-Landes,.
Toutefois, le château de Fougères, dès son apparition dans les actes vers 1040-1045/1047, devient le centre du pouvoir de Main II. Il commence à être appelé Main de Fougères,, surnom toponymique transmis à son fils Raoul. Le site de Fougères est plus favorable à l'implantation d'un château fort que celui de Saint-Sauveur. Michel Brand'honneur y voit une stratégie des comtes de Rennes qui organisent l'implantation à Fougères de Main II, contre les ducs de Normandie. Pour Florian Mazel, cette interprétation est excessive, mais il relève qu'Adélaïde, épouse de Main II, pourrait être fille d'Éon Ier de Penthièvre,. De même, Julien Bachelier considère que la création du château de Fougères ne peut se réduire à une optique défensive.
Main II meurt probablement vers 1060. Son fils aîné, Juhel, lui succède, mais meurt rapidement. La seigneurie est alors sous la tutelle d'Adélaïde, pendant la minorité de Raoul Ier.

### Mariage et descendance
Main II de Fougères épouse Adélaïde,, peut-être fille du comte Éon Ier de Penthièvre. Ils ont quatre enfants :
- Eudes (cité 1040/1047)[2] ;
- Juhel (cité 1040/1047-v. 1060)[21],[2],[4] ;
- Raoul Ier de Fougères (v. 1064-v. 112/1113), seigneur de Fougères[21],[2],[4] ;
- Godehilde (v. 1064/1076), épouse de Jean Ier de Dol-Combourg[21],[2].